# Daniel Fischer (Fußballspieler)
Daniel „Dani“ Fischer (* 22. Juli 1997 in Hainburg an der Donau) ist ein österreichischer Fußballspieler.

## Karriere

### Karrierebeginn in der Heimat
Daniel Fischer wurde am 22. Juli 1997 als Sohn von Karl und Sabine Fischer in Hainburg an der Donau geboren, wuchs in Bruck an der Leitha auf und begann seine Karriere als Fußballspieler beim ASK-BSC Bruck/Leitha, bei dem er noch offensiv in Erscheinung trat. Erst mit seinem Wechsel an die AKA St. Pölten, für die er in der U-15 zu spielen begann, wurde Fischer ab der Saison 2010/11 zum Defensivspieler umgeformt. Zur Saison 2014/15 wurde er zu den Amateuren des SKN St. Pölten hochgeholt, blieb in seiner ersten Spielzeit aber auch noch für die Akademie im Einsatz. Sein Debüt für die Amateure des SKN in der Regionalliga Mitte gab er im August 2014 gegen den SC-ESV Parndorf 1919. Bis Saisonende kam er zu zwei Einsätzen in der dritthöchsten Spielklasse. In der Saison 2015/16 kam Fischer zu 22 Einsätzen, in der Saison 2016/17 spielte er acht Mal in der Regionalliga.

### College-Laufbahn in den USA
Nach der Saison 2016/17 verließ er die SKN Juniors und ging in die USA, wo er ein Studium am Young Harris College in Young Harris im US-Bundesstaat Georgia aufnahm und parallel dazu im Herrenfußballteam der Young Harris Mountain Lions, der Sportabteilung des Colleges, zum Einsatz kam. In seiner Heimat hatte er davor das BORG St. Pölten erfolgreich abgeschlossen. Bei den Mountain Lions, einem NCAA-II-Team, kam er in seinem Freshman-Jahr in 19 Meisterschaftsspielen zum Einsatz, wobei er hiervon in 18 in der Startformation war. Dabei gelangen ihm vier Tore und ein Assist. In der Woche des 18. September 2017 wurde er zum Peach Belt Conference Defender of the Week gewählt. Erfolgreich verlief für ihn auch sein Sophomore-Jahr 2018, in dem er in allen seiner 18 Meisterschaftseinsätze von Beginn an am Rasen war und neben einem Treffer gleich sechs Torvorlagen beisteuern konnte. Am Ende des Spieljahres erfolgten Wahlen ins United Soccer Coaches NCAA Division II Scholar All-Southeast Region Second Team, ins Google Cloud Academic All-America Division II Men’s Soccer Third Team, ins D2CCA NCAA Division II All-Southeast Region First Team, ins Google Cloud Academic All-America District III Division II Men’s Soccer First Team, ins All-Peach Belt Conference Tournament Team sowie ins All-Peach Belt Conference First Team.
Nicht minder erfolgreich verlief für ihn sein darauffolgendes Junior-Jahr am College, als er von Mark McKeever in 16 seiner 17 Einsätze in der Startformation war und am Ende auf zwei Treffer und ebenso viele Assists kam. Nachdem er bereits vor der Saison ins All-Peach Belt Conference Preseason Team und während der Saison zum Peach Belt Conference Defender of the Week (Oktober) gewählt worden war, erfolgten zahlreiche Wahlen am Ende des Spieljahres. Dazu zählen Wahlen ins United Soccer Coaches NCAA Division II Men’s Scholar All-America Team, ins United Soccer Coaches NCAA Division II Men’s Soccer All-South Team, ins United Soccer Coaches NCAA Division II All-America Second Team, ins United Soccer Coaches NCAA Division II All-Southeast Region First Team, ins All-Peach Belt Conference Second Team und ins Peach Belt Conference Men’s Soccer Team of Academic Distinction. Während der spielfreien Zeit am College trat Fischer für die Cincinnati Dutch Lions mit Spielbetrieb in der als viertklassig erachteten USL League Two in Erscheinung, wobei er in den Monaten Mai und Juni 2019 zu insgesamt drei Ligaeinsätzen kam.

### Profidebüt in den Vereinigten Staaten
Im Dezember 2019 gab der Saint Louis FC aus der zweitklassigen USL Championship die Verpflichtung des österreichischen Defensivakteurs bekannt. Dabei war er der dreizehnte Spieler der es unter McKeever und seit der Einführung des Fußballsports am Young Harris College vom College- in den Profifußball geschafft hatte. Nachdem der Spielbetrieb nur wenige Tage nach dem ersten Meisterschaftsspiel im März 2020 aufgrund der COVID-19-Pandemie unterbrochen worden war, kam Fischer erst nach Wiederaufnahme des Spielbetriebes Mitte Juli 2020 zu seinem Profidebüt, als er am fünften Spieltag des Spieljahres 2020 gegen die Indy Eleven in der Nachspielzeit für Tyler Blackwood eingewechselt wurde. Steve Trittschuh setzte Fischer bis zum Ende der regulären Saison jedoch nur sporadisch als Ersatzspieler ein – nur ein einziges Match absolvierte er als Innenverteidiger über die volle Spieldauer. In der Liga, die in diesem Jahr in acht verschiedenen Gruppen mit jeweils vier bzw. fünf Mannschaften ausgetragen wurde, rangierte er am Ende mit Saint Louis auf dem zweiten Platz der Gruppe E, in der Mannschaften aus dem Mittleren Westen antraten. Dadurch qualifizierte er sich mit seinem Team, das in der zusammengefassten Endtabelle der Eastern Conference auf dem achten Platz rangierte, für die nachfolgenden Play-offs. Nach einem knappen Weiterkommen gegen Hartford Athletic in den Eastern Conference Quarterfinals schied Fischer mit Saint Louis in den Eastern Conference Semifinals gegen den Louisville City FC mit 0:2 aus. In beiden Partien war er ohne Einsatz auf der Ersatzbank gesessen. Nachdem das Franchise bereits am 25. August 2020 aufgrund des durch die Pandemie verursachten finanziellen Schadens die Einstellung des Spielbetriebs und seine damit einhergehende Auflösung zum Ende des Spieljahres 2020 bekanntgegeben hatte, trat diese nach Ausscheiden in Kraft, woraufhin Fischer zusammen mit dem Großteil seiner Teamkollegen vereinslos wurde.

### Rückkehr nach Österreich
Zur Saison 2021/22 kehrte Fischer nach Österreich nach Bruck/Leitha zurück, wo er einst seine Karriere begonnen hatte. Beim Klub aus der drittklassigen Regionalliga Ost kam er in weiterer Folge in 23 Meisterschaftsspielen zum Einsatz, kam dabei einmal zum Torerfolg und beendete die Spielzeit mit den Bruckern auf dem zehnten Tabellenplatz. 2022/23 kam er in zwölf Ligaspielen zum Einsatz. Im Jänner 2023 wechselte er zum Ligakonkurrenten SV Leobendorf.